# 岐阜県道239号美濃高田停車場線
岐阜県道239号美濃高田停車場線（ぎふけんどう239ごう みのたかだていしゃじょうせん）は、かつて岐阜県養老郡養老町内を通っていた一般県道（岐阜県道）である。2006年（平成18年）10月6日に県道の廃止が告示された。

## 概要
- 養老鉄道養老線（廃止時点では近鉄養老線）美濃高田駅への連絡道路であった。
- 県道標識は設置されていなかった。
- 十数年前までは、この道路を通り美濃高田駅まで名阪近鉄バスが乗り入れていたものの、2007年現在では廃止されている。

### 路線データ
廃止時点での路線データは以下の通り。
- 起点：美濃高田停車場（岐阜県養老郡養老町）
- 終点：県道大垣養老公園線交点（岐阜県養老郡養老町高田古宮、「高田駅西」交差点）
- 延長：164.1m

## 地理

### 通過していた自治体
- 岐阜県
  - 養老郡養老町

### 交差していた道路
- 岐阜県道96号大垣養老公園線（養老町）

### 周辺
- 養老鉄道養老線美濃高田駅